# Soutice
Soutice är en ort i Tjeckien.   Den ligger i regionen Mellersta Böhmen, i den centrala delen av landet, 60 km sydost om huvudstaden Prag. Soutice ligger 392 meter över havet och antalet invånare är 232.
Terrängen runt Soutice är platt. Runt Soutice är det ganska glesbefolkat, med 28 invånare per kvadratkilometer. Närmaste större samhälle är Vlašim, 11,3 km väster om Soutice. Omgivningarna runt Soutice är en mosaik av jordbruksmark och naturlig växtlighet.